# فوق گرمایش (الکتریکی)
فوق گرمایش (به انگلیسی: Overheating) یا فراگرمایش پدیده افزایش دما در یک مدار الکتریکی است. فوق گرمایش باعث آسیب به اجزای مدار می‌شود و می‌تواند باعث آتش سوزی، انفجار و آسیب شود. خسارت ناشی از فوق گرمایش معمولاً غیر قابل برگشت است. تنها راه تعمیر آن جایگزینی برخی از قطعات است. 

## علل
هنگام فوق گرمایش، دمای قطعه از دمای عملیاتی بالا می‌رود. فوق گرمایش می‌تواند روی دهد: 
- اگر گرما بیش از حد مورد انتظار تولید شود (مانند موارد اتصال کوتاه، یا اعمال ولتاژ بیشتر از حد مجاز)، یا
- اگر پاشندگی گرما ضعیف باشد، به طور معمول گرمای زاید تولیدشده به درستی دفع نمی‌شود.

فوق گرمایش ممکن است در اثر هرگونه خطای تصادفی مدار (مانند اتصال کوتاه یا شکاف جرقه) ایجاد شود، یا ممکن است ناشی از طراحی یا ساختاری نادرست باشد (مانند عدم وجود سیستم دفع حرارت مناسب). با توجه به تجمع گرما، سیستم به یک تعادل تجمعی گرما در مقابل اتلاف در دمای بسیار بالاتر از حد انتظار می‌رسد. 

### استفاده از مدارشکن یا فیوز

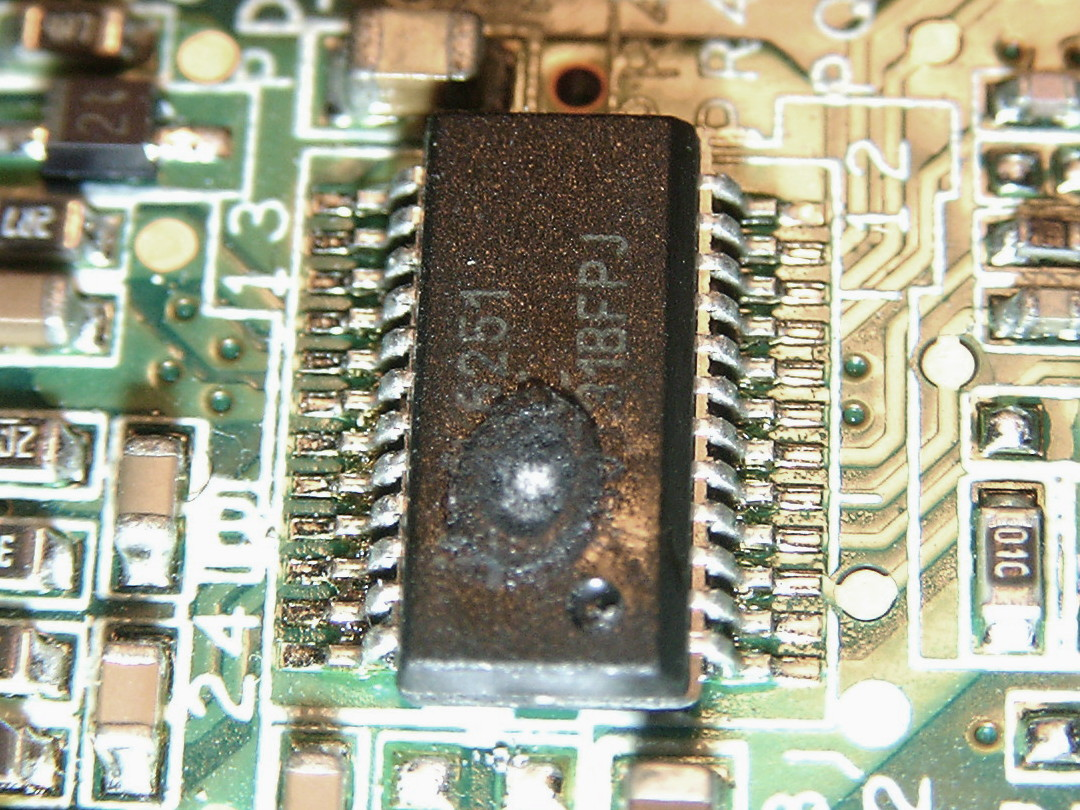
خرابی IC در یک لپ تاپ. ولتاژ ورودی اشتباه باعث فوق گرمایش تراشه و ذوب پوشش پلاستیکی شده است.

مدارشکن را می‌توان در بخش‌هایی از یک مدار به‌صورت سری قرارداد تا مسیر جریان را تحت تأثیر قرار دهد. اگر جریان بیشتری از آنچه انتظار می‌رود از طریق مدارشکن عبور کند، مدارشکن مدار را «باز» می‌کند و تمام جریان را متوقف می‌کند. فیوز نوع متداول مدارشکن است که مستلزم تأثیر مستقیم فوق گرمایش ژولی است. فیوز همیشه سری در مسیر جریان قرار می‌گیرد و آن را تحت تأثیر قرار می‌دهد. فیوزها معمولاً از یک رشته نازک از سیم با مواد خاص تشکیل شده‌اند. هنگامی که جریان الکتریسیته بیشتر از نرخ فیوز عبورکند، سیم ذوب می‌شود و مدار را قطع می‌کند. 

### استفاده از سامانه‌های دفع‌سازی-گرما
بسیاری از سیستم‌ها از روزنه‌های تهویه یا شکاف‌هایی که روی جعبه تجهیزات نگهداری می‌شوند برای دفع گرما استفاده می‌کنند. گرماگیرها اغلب به قسمت هایی از مدار متصل می شوند که بیشترین گرما را تولید می کنند یا در برابر گرما آسیب پذیر هستند. فن ها نیز اغلب استفاده می شوند. برخی از ابزارهای ولتاژ-بالا در روغن نگهداری می شوند. در برخی موارد، برای حذف گرمای ناخواسته، ممکن است به یک سیستم خنک‌کننده مانند تهویه مطبوع یا پمپ های گرمایی سرماسازی نیاز باشد.

## نگارخانه
- فیوز تاخیری مینیاتوری برای قطع جریان 0.3 آمپر در 250 ولت پس از 100 ثانیه، و جریان 15 آمپر در 250 ولت در 0.1 ثانیه
- نگهدارنده فیوز تعویض‌پذیر ام‌ای‌ام (30A و 15A)
- فیوز ولتاژ بالا 115 کیلو ولت در نزدیکی نیروگاه برق‌آبی

- انواع گرماگیر باله شعاعی، مستقیم و سنجاقی.
- گرماگیر باله میله‌ای با نمایه حرارتی و حرکت جریان هوا
- ترانسفورماتور روغنی با همرفت هوا مبدل‌های حرارتی را خنک می‌کند
- یک مقاومت قدرت
- یک مقاومت قدرت

- ترموستات دوفلزی ساختمان‌ها
- مکانیسم داخلی ترموستات میلی‌ولت
- نوار دوفلزی اصل کار ترموستاتی
- اصل کار نوار دوفلزی
- اصل کار نوار دوفلزی.
- ترمیستورها. آن‌ها می توانند طبق پاسخ به گرم شدن NTC یا PTC باشند.
- وریستور اکسید فلزی (مقاومت وابسته به ولتاژ)
- وریستور ولتاژ بالا
- دماسنج مادون قرمز

- یک اتصال کوتاه ناشی از فوق ولتاژ یک مدار یکپارچه را از بین می‌برد.
- گرمایش ژولی یا گرم کردن مقاومت گاهی اوقات مانند سیم‌پیچ گرم کن مفید است. اما گرمایش ژولی، تا حدودی در تمام قسمت‌های رسانای یک مدار اتفاق می‌افتد.
- تصویر مادون قرمز-حرارتی از یک موتور
- قوس الکتریکی (جرقه) بین دو سیم. این می تواند باعث گرم شدن بیش از حد و اشتعال شود.
- روی سیم‌های عایق نشده، درختان اتصال کوتاه را در طوفان ها تسهیل می‌کردند.
- برق مورد استفاده برای عمداً شروع به  آتش زدن زباله (اشتعال) در زباله‌سوز می‌کند. در مدار یا ساختمان نیز همین اتفاق می‌افتد.